# Demanda agregada
En macroeconomía, la demanda agregada es la suma de bienes y servicios que los consumidores, las empresas y el Estado están dispuestos a comprar a un determinado nivel de precios. Depende de, entre otros factores, la política monetaria y fiscal.

## Componentes de la demanda agregada
La demanda agregada, se relaciona a través del flujo circular con el ingreso y gasto; toda la producción de una economía (Y) debe tener un destino, es decir, los diferentes fines por los que se demanda la producción y, en concreto, el producto interior bruto. La demanda total de producción interior está formada por la suma de los cuatro componentes siguientes:
{\displaystyle Y=C+I+G+XN=DA\ }
donde:
- {\displaystyle C\ }es el consumo  = {\displaystyle a_{c}+b_{c}(Y-T)}, que depende de la renta disponible;
- {\displaystyle I\ }es la inversión, que depende de la producción actual y futura esperada, de los tipos de interés y de los impuestos;
- {\displaystyle G\ }es el gasto público en bienes y servicios, compras de bienes y servicios que realiza el Estado;
- {\displaystyle XN=X-M\ }son las exportaciones netas, que dependen de la producción y precios interiores y extranjeros, y del tipo de cambio:
  - {\displaystyle X\ }es la exportación total; y
  - {\displaystyle M\ }es la importación total = {\displaystyle a_{m}+b_{m}(Y-T)}.

Dentro de la demanda agregada, se distingue entre demanda interna y demanda externa. La demanda interna está compuesta por {\displaystyle DI=C+I+G\ },
mientras que la demanda externa son las exportaciones netas.

## Curva de demanda agregada
La curva de demanda agregada muestra las combinaciones del nivel de precios y el nivel de producción con las que los mercados de bienes y de dinero se encuentran simultáneamente en equilibrio.

### Carácter descendente de la curva demanda agregada
La curva de demanda agregada tiene pendiente negativa con relación a los precios; esto significa que, manteniendo constantes todos los demás factores, cuando desciende el nivel de los precios tiende a incrementarse la cantidad de bienes y servicios demandada. Esta curva es descendente con respecto a los precios, pero por motivos diferentes de los que acontecen en microeconomía, para la curva de demanda-precio de un bien. 
La curva de demanda agregada es descendente por los tres motivos siguientes:
1. El efecto tipo de interés, que postula que cuando el nivel de precios desciende, disminuye también la demanda de dinero que depende de ellos. Al descender la demanda de dinero, el equilibrio entre oferta monetaria y demanda monetaria se produce a un nivel inferior de tipo de interés. La bajada del tipo de interés hace subir la inversión y el consumo, incrementando la demanda agregada. Por tanto, un descenso de los precios mientras se mantienen constantes todos los demás factores produce un incremento de la demanda agregada.
2. El efecto riqueza, o de Pigou, que establece que ante una disminución de los precios el dinero tiene más valor porque puede emplearse para comprar más bienes y servicios, por lo que los consumidores se sienten más ricos y esto los anima a gastar más, lo que a su vez eleva la cantidad demandada de bienes y servicios.
3. El efecto tipo de cambio, o modelo Mundell-Fleming, que básicamente establece que, como ya se ha dicho anteriormente, la reducción de precios provoca una reducción de los tipos de interés. Esta bajada de los tipos de interés hace que la moneda nacional se deprecie, lo que estimula las exportaciones, reduce las importaciones y, por tanto, incrementa la demanda agregada.

### Desplazamientos de la curva descendente de la demanda agregada
Los factores que pueden desplazar la demanda agregada de su curva original son los siguientes:
- La política fiscal, a través de la modificación de los gastos públicos, los impuestos y las transferencias: un mayor gasto público o una bajada de los impuestos causa un desplazamiento de la curva de demanda agregada hacia la derecha.
- La política monetaria, a través de la oferta monetaria o de las tasas de interés: una expansión monetaria que incremente la cantidad de dinero, causa un desplazamiento de la demanda agregada hacia la derecha; un aumento de las tasa de interés o una disminución de la cantidad de dinero desplaza la demanda agregada hacia la izquierda.
- Perturbaciones de la demanda:
  - Factores internacionales, como el tipo de cambio y de los ingresos del exterior.
  - Expectativas futuras del ingreso y de la inflación.

## El modelo de la oferta y demanda agregada

La gráfica muestra el equilibrio entre la oferta y la demanda agregada y cómo se modifica el equilibrio por un cambio en la función de demanda agregada.

El modelo de la oferta y demanda agregada muestra cómo de la interrelación entre la oferta y la demanda agregada resultan los valores de equilibrio de la producción (el PIB) y los precios, es decir, establece el precio al que la demanda y la oferta se equilibran. La política económica puede incidir en este equilibrio mediante medidas que hagan desplazar la demanda agregada.
Desde la década de 1930 del siglo XX, la macroeconomía se orientó fundamentalmente hacia el lado de la demanda, aunque a partir de los años setenta creció el interés por las políticas de oferta. Cuando el desempleo es elevado, un incremento del gasto y, por tanto, de la demanda elevará la producción y el empleo sin afectar demasiado a los precios: son políticas expansivas de la demanda agregada. Pero si la economía se encuentra cerca del nivel de pleno empleo, un incremento de la demanda agregada producirá principalmente una subida del nivel de precios. En estos casos, es necesario actuar sobre la oferta agregada.  
Las perturbaciones de la oferta pueden llegar a reducir la producción, como sucedió en la crisis del petróleo en los años setenta del siglo XX; por el contrario, las políticas tendentes a elevar la productividad y, por tanto, la oferta agregada pueden contribuir a reducir las presiones sobre los precios. 

## Ruptura de la unión entre salarios y demanda agregada
Para algunos autores, la expansión del neoliberalismo durante el último tercio del siglo XX ha desarticulado el vínculo tradicional entre salarios, ingresos y demanda agregada, lo que vendría a socavar las propias bases de la economía capitalista a nivel mundial. Para garantizar la demanda agregada, la congelación real de los salarios de los trabajadores fue compensada por un sobrendeudamiento de las capas medias y trabajadoras de la población mediante créditos bajos y con pocas garantías. 
Las consecuencias de estas políticias derivarían en la crisis económica mundial de 2008-2011, con graves secuelas en términos de desempleo, desigualdad y pobreza para amplios sectores de población. En palabras del economista mexicano Alejandro Nadal Egea:

Cuando se produce un colapso de la demanda agregada, la inversión se detiene y, con ella, se frena la generación de empleo. Eso conduce a una más intensa caída de la demanda agregada y así, en un círculo vicioso, se llega a la depresión. La demanda puede apoyarse en el gasto público, pero hoy la reacción neoliberal impide utilizar este instrumento.